# Маринівка (Вознесенський район)
Ма́ринівка — село в Україні, у Доманівській селищній громаді Вознесенського району Миколаївської області. Розташоване на лівому березі річки Бакшали, за 22 кілометри на північний захід від центру громади селища міського типу Доманівка та за 18 км від залізничної станції Кам'яний Міст на лінії Борщі — Підгородня. Населення становить 2450 осіб. Орган місцевого самоврядування — Маринівський старостинський округ.

## Історія
Село засноване наприкінці XVIII сторічч переселенцями з північних районів України.
Радянську окупація розпочалась у січні 1918 року.
Село постраждало внаслідок геноциду українського народу, проведеного урядом СРСР протягом 1932–1933 та 1946–1947 років.
У роки німецько-радянської війни 398 мешканців села пішли на фронт, 168 з них — загинули.
У повоєнні роки в селі знаходились центральні садиби двох радгоспів: «Маринівський» та «Шляховий».

## Освіта і культура
У Маринівці є середня загальноосвітня та початкова школи, Маринівський професійний аграрний ліцей (http//mpal36.mk.ua), дитячий садок.
Діють два будинки культури, одна бібліотека, лікарська амбулаторія, відділення зв'язку, низка магазинів.

## Відомі уродженці
- Грабовенко Максим Іванович (1923–1980) — Герой Радянського Союзу.
- Кирток Микола Наумович (1920) — Герой Радянського Союзу.